# Glenn Maxwell
Glenn James Maxwell (* 14. Oktober 1988 in Kew, Australien) ist ein australischer Cricketspieler, der seit 2012 für die australische Nationalmannschaft spielt.

## Aktive Karriere

### Anfänge in der Nationalmannschaft
Maxwell gab sein Debüt für Victoria im nationalen australischen Cricket in der Saison 2009/10 und konnte dabei in der folgenden Saison früh herausstechen. Daraufhin erhielt er einen Vertrag mit den Delhi Daredevils in der Indian Premier League 2012 und Hampshire im Twenty20 Cup 2012. sein Debüt in der Nationalmannschaft folgte dann im August 2012 in einem ODI gegen Afghanistan. In der daran anschließenden Tour gegen Pakistan gelang ihm im dritten ODI sein erstes internationales Fifty über 56* Runs. Auch absolvierte er bei der Tour sein Twenty20-Debüt. Daraufhin wurde er für die ICC World Twenty20 2012 nominiert, wo er jedoch nicht herausragen konnte. Im Februar 2013 konnte er gegen die West Indies mit einem Fifty über 51* Runs im ersten ODI und 4 Wickets für 63 Runs als Bowler im zweiten Spiel der Serie wieder auf sich aufmerksam machen. Bei der folgenden Tour in Indien absolvierte er dann auch sein Test-Debüt und erzielte dabei 4 Wickets für 127 Runs. Bei der Auktion für die Indian Premier League 2013 zahlten die Mumbai Indians dann eine Million US-Dollar für seine Dienste. Im Sommer war er dann Teil des australischen Teams für die ICC Champions Trophy 2013 und erzielte dort unter anderem 32 Runs gegen Sri Lanka.
Bei der Tour in Indien im Oktober 2013 gelangen ihm dann drei Fifties (53, 92 und 60 Runs) in den ODIs und im Januar ein weiteres gegen England (54 Runs). Daraufhin reiste er zum ICC World Twenty20 2014, wo ihm bei der Niederlage gegen Pakistan ein Fifty über 74 Runs gelang. Nachdem er im Sommer 2014 ein Half-Century gegen Simbabwe bei einem Drei-Nationen-Turnier erreicht hatte, konnte er im Oktober gegen Pakistan ein Fifty in den ODIs (76 Runs) und 3 Wickets für 13 Runs im Twenty20 erzielen. Für beide Spiele wurde er als Spieler des Spiels ausgezeichnet. In der Vorbereitung zur Weltmeisterschaft konnte er dann bei einem Drei-Nationen-Turnier gegen England neben einem Fifty (95 Runs) auch vier Wickets (4/46) erreichen und wurde als Spieler des Spiels ausgezeichnet. Beim Cricket World Cup 2015 nahm er dann eine wichtige Rolle beim Titelgewinn des australischen Teams ein. So begann er das Turnier mit einem Fifty über 66 Runs gegen England und konnte gegen Afghanistan ein weiteres (88 Runs) erreichen. Gegen Sri Lanka konnte er dann ein Century über 102 Runs aus 53 Bällen erzielen und wurde dafür als Spieler des Spiels ausgezeichnet. Im Viertelfinale sicherte er dann mit 44* Runs und 2 Wickets für 43 Runs den Halbfinal-Einzug.

### Unsichere Zukunft im australischen Team
Im September 2015 reiste er mit dem Team nach England und erreichte dort im vierten ODI ein Fifty über 85 Runs. Gegen Indien im Januar folgte dann in den ODIs ein weiteres Fifty über 96 Runs, für das er als Spieler des Spiels ausgezeichnet wurde. In der Vorbereitung für die folgende Weltmeisterschaft erreichte er dann in der Twenty20-Serie in Südafrika ein Half-Century über 75 Runs. Beim ICC World Twenty20 2016 war dann seine beste Leistung 31 Runs gegen Indien, was jedoch nicht zum Sieg reichte und somit zum Ausscheiden der australischen Mannschaft führte. Während des Sommers wurde er dann aus dem ODI-Kader gestrichen, da er nicht genügend Runs erzielte, woraufhin er im australischen A-Team eingesetzt wurde. Im September 2016 konnte er in der Twenty20-Serie in Sri Lanka im ersten Spiel ein Century über 145* Runs aus 65 Bällen und im zweiten ein Fifty über 66 Runs, wofür er in beiden Spielen als Spieler des Spiels und letztendlich der Serie ausgezeichnet wurde. Kurz darauf versuchte er Victoria zu verlassen und für New South Wales zu spielen, was Victoria jedoch verhinderte.
Im Januar 2017 kam er dann gegen Pakistan zurück ins ODI-Team und konnte dort zwei Fifties (60 und 78 Runs) erzielen. Auch kehrte er nach zweieinhalb Jahren wieder ins Test-Team zurück und konnte in Indien ein Century über 104 Runs aus 185 Bällen erreichen. Im Sommer war er dann Teil des Teams bei der ICC Champions Trophy 2017, stach dort jedoch nicht heraus. Im Winter war sein Platz im Team abermals umstritten und er verlor endgültig seinen Platz im Test-Team. In einem Twenty20-Drei-Nationen-Turnier gelangen ihm dann England gegen England ein Century über 103* Runs aus 58 Bällen, sowie 3 Wickets für 10 Runs, wofür er ausgezeichnet wurde. Im Sommer kam er dann wieder zurück ins ODI-Team, wo ihm in England ein Fifty über 62 Runs erreichte. Auch konnte er bei einem Drei-Nationen-Turnier in Simbabwe gegen den Gastgeber ein Fifty über 56 Runs erzielen. Ein weiteres folgte im Oktober in der Twenty20-Serie gegen Pakistan (52 Runs). Gegen Indien im Februar 2019 konnte er bei den dortigen Twenty20s ein Fifty (56 Runs) und ein weiteres Century (113* Runs aus 55 Bällen) erreichen, wofür er als Spieler der Serie ausgezeichnet wurde. In der folgenden Tour gegen Pakistan konnte er dann auch wieder in den ODIs herausragen, als ihm drei Fifties (71, 98 und 70 Runs) gelangen.

### Pausen und Twenty20-Weltmeisterschaft
So wurde er für den Cricket World Cup 2019 nominiert, wo seine beste Leitung 46* Runs gegen Sri Lanka waren. Im folgenden Oktober erreichte er dann wieder ein Fifty in der Twenty20-Serie gegen Sri Lanka. Während der Serie gab er bekannt, dass er mentale Probleme habe und deshalb sich vorübergehend vom internationalen Sport zurückziehen werde. Er spielte weiter im nationalen Cricket, jedoch dauerte es, auch auf Grund der COVID-19-Pandemie, bis September 2020, bis er wieder Teil des Nationalteams war. Gegen England erreichte er dann in der ODI-Serie ein Fifty (77 Runs) und ein Century über 108 Runs aus 90 Bällen, wofür er als Spieler der Serie ausgezeichnet wurde. Daraufhin kam Indien nach Australien und ihm gelangen zwei Fifties in den ODIs (63* und 59 Runs) und ein weiteres in den Twenty20s (54 Runs). Daraufhin stand Twenty20-Cricket im Fokus und nachdem er im März ein Fifty über 70 Runs in Neuseeland erreichte, war er auch Teil des Teams beim ICC Men’s T20 World Cup 2021. Dort zeigte er seine beste Leistung im Finale gegen Neuseeland, wobei er 28* Runs erreichte und so den Titelgewinn ermöglichte. Im Juni 2022 spielte er dann auch wieder im ODI-Team und erreichte dort in Sri Lanka 80* Runs, wofür er ausgezeichnet wurde.
Gegen Neuseeland konnte er dann in der ODI-Serie im September wieder als Bowler herausstechen, als ihm 4 Wickets für 52 runs gelangen. Beim ICC Men’s T20 World Cup 2022 sollte es bis zum letzten Spiel gegen Afghanistan dauern, bis er mit 54* Runs ein Fifty erreichte und als Spieler des Spiels ausgezeichnet wurde. Dies reichte jedoch nicht zur Qualifikation für das Halbfinale. Im November 2022 erlitt er dann bei einer Geburtstagsfeier einen Wadenbeinbruch und fiel mehrere Monate aus. In der Vorbereitung zur kommenden Weltmeisterschaft konnte er dann noch ein Mal in der ODI-Serie in Indien im September 2023 4 Wickets für 40 Runs erzielen und wurde als Spieler des Spiels ausgezeichnet.